# Harrtjärnen (Jokkmokks socken, Lappland)
Harrtjärnen är en sjö i Jokkmokks kommun i Lappland och ingår i Luleälvens huvudavrinningsområde. Sjön har en area på 0,0898 kvadratkilometer och ligger 506,1 meter över havet. Harrtjärnen ligger i Udtja Natura 2000-område.

## Delavrinningsområde
Harrtjärnen ingår i det delavrinningsområde (736559-166778) som SMHI kallar för Mynnar i Råtjejåkkå. Medelhöjden är 484 meter över havet och ytan är 32,76 kvadratkilometer. Det finns inga avrinningsområden uppströms utan avrinningsområdet är högsta punkten. Rissebäcken som avvattnar avrinningsområdet har biflödesordning 5, vilket innebär att vattnet flödar genom totalt 5 vattendrag innan det når havet efter 251 kilometer. Avrinningsområdet består mestadels av skog (69 procent) och sankmarker (29 procent). Avrinningsområdet har 0,48 kvadratkilometer vattenytor vilket ger det en sjöprocent på 1,5 procent.